# Київський завод скловиробів
Київський завод скловиробів — завод скляної промисловості в м. Києві, Україна.

## Історія
У довоєнний період в Києві скляне виробництво розпочато на базі дзеркальної артілі «Труд зеркало» Укрстеклотреста. 
У серпні 1940 року на базі артілі був організований завод механічної та термічної обробки скла .  
Наказом МПСМ УРСР від 10.10.1968 р. Київський завод «Мітос» був перейменований в Київський дослідно-експериментальний завод скловиробів. До складу підприємства входило проектно-конструкторське та технологічне бюро, що надавало технічну допомогу всім підприємствам об'єднання «Укрстекло».
З 19 березня 1981 року згідно з наказом МПСМ УРСР №72 підприємство було перейменоване в “Київський завод скловиробів”, а з 11 травня 1994 року року наказом №371 регіонального відділення Фонду державного майна України м. Києва ― перейменовано у відкрите акціонерне суспільство «Київський завод скловиробів». 
22 березня 2007 року на чергових зборах акціонерів було прийнято рішення перейменувати відкрите акціонерне об'єднання «Київський завод скловиробів» у відкрите акціонерне об'єднання «Завод скловиробів» . Але у зв'язку зі вступом до дії Закону України «Про акціонерні об'єднання», відкрите акціонерне об'єднання «Завод скловиробів» 24 вересня 2010 року перейменовано в публічне акціонерне об'єднання «Завод скловиробів».

## Продукція
Випускав:
- Дзеркала [3] інше листове скло
- продукцію склодувного виробництва

Сучасні напрямки:
- Декорування скла методом піскоструменевої обробки
- Декорування нанесенням фарбових покриттів та плівок
- Скловироби з підсвітками
- Дзеркала в рамах з різних матеріалів
- Художні вітражі
- Склопакети
- Меблі зі скла і з елементами скла
- Оглядові сферичні дзеркала

## Обладнання
- "Gemy8» і «Panda» ― автоматичні прямолінійні вертикальні шліфувальні верстати, обробляють торці й фаски на скляних листах та дзеркалах (3-30 мм). Максимальна довжина оброблюваних виробів 3200 мм.
- «MAX-60» ― автоматична прямолінійна вертикальна шліфувальна лінія, для виготовлення прямолінійного фацету від 10 до 40 мм на скловиробах завтовшки від 4 до 19 мм. Мінімальний розмір скловиробів при товщині 4 мм і величині фацета 10 мм ― 60х60 мм.
- "BILUX 45 EP» і «SB-10» — обробка торців і виготовлення фацетів (10-30 мм) на криволінійних скловиробах (3-19 мм). Мінімальний розмір заготівки 200х200мм, максимальний розмір заготівки ― 2000х2000 мм.
- «ЛС-1800» — ручне шліфування та полірування торців скловиробів завтовшки від 2 до 19 мм. Мінімальний розмір виробів при товщині 2 мм ― 40х40 мм.
- Піскоструменева машина ― автоматичне матування скловиробів. Товщина виробів 2-19 мм. Максимальні розміри ― 2600х1800.
- Вакуумні установки УВМ-15 ― для нанесення алюмінієвого (дзеркального) покриття на скло. Максимальний розмір скла ― 1500х1200 мм.
- верстат САГ-3 ― (декорування настінних дзеркал використовується) для нанесення діамантової грані
- «VT-1250» ― свердління отворів в скловиробах діаметром від 4 до 150 мм на товщині від 2 до 30 мм.
- Lv1500 ― автоматична вертикально-мийна машина [4].